# 小行星1848
小行星1848（1848 Delvaux）是一颗绕太阳运转的小行星，为主小行星带小行星。该小行星于1933年8月18日发现。
該小行星以比利時天文學家吉奈特·羅蘭（Ginette Roland）的姻親德爾沃（Delvaux）命名。

## 轨道参数
小行星1848的轨道半长轴为2.8713353 UA，离心率为0.042。